# Бал пожарных (фильм)
«Бал пожарных» (чеш. Hoří, má panenko) — кинофильм Милоша Формана, сатирическая комедия. Фильм снят в Чехословакии, вышел на экраны в 1967 году.

## Сюжет
Пожарная команда в одном небольшом провинциальном городке на территории социалистической Чехословакии устраивает бал. Этот бал посвящён руководителю пожарной команды — старику исполнилось уже 86 лет. Товарищи хотят подарить ему красивый бронзовый топорик. Также на празднике планируется провести конкурс красоты и розыгрыш лотереи.
Но все благие помыслы искажены — призы разворовываются, а девушки не хотят участвовать в конкурсе красоты. В довершение всего в городе происходит пожар, а пожарные и не думают спасать погорельца, ведь они заняты чрезвычайно важным делом — своим балом. В отместку они хотят отдать бедному несчастному старому гражданину, пострадавшему от пожара, все призы лотереи, но они уже разворованы. Да и юбиляр не получит свой топорик — его тоже украли.

## В ролях
- Ян Вострчил — глава комитета
- Йозеф Шебанек — член комитета № 2
- Йозеф Валноха — член комитета
- Франтишек Дебелка — член комитета №1
- Йозеф Колб — Йозеф
- Ян Штёкл — бывший начальник пожарной охраны
- Вратислав Чермак — член комитета
- Йозеф Ржегорек — член комитета № 4
- Вацлав Новотны — член комитета
- Франтишек Райнштайн — член комитета
- Франтишек Паска — член комитета
- Франтишек Свет
- Станислав Голубец — Карел
- Йозеф Куталек — Людва
- Ладислав Адам
- Милада Ежкова — жена Йозефа

## Интересные факты
- Почти все актёры фильма — не профессиональные актёры, а настоящие пожарные.
- Это последний фильм, снятый Милошем Форманом в Чехословакии. Создание этого фильма, собственно, и стало причиной эмиграции Формана из Чехословакии.
- Непосредственно перед эмиграцией в Соединённые Штаты Америки Форман был вынужден принести официальные извинения чехословацким пожарным, многие из которых были до глубины души оскорблены тем, как в фильме «Бал пожарных» были представлены работники пожарной команды[2].
- Этот фильм стал первым фильмом Формана, снятым им на цветную плёнку.
- Оригинальное название фильма «Horí, má panenko» переводят как «Горит, моя барышня…».